# سرخرگ مغزی پیشین
سرخرگ مغزی پیشین یا شریان مغزی قدامی (به انگلیسی: Anterior cerebral artery) شاخه‌ای از سرخرگ کاروتید داخلی است (همانند سرخرگ مغزی میانی). این سرخرگ وظیفه خونرسانی نواحی قشر (کورتکس) حرکتی و حسی درارتباط با اندام تحتانی طرف مقابل و ناحیه مهاری مثانه را برعهده دارد. درحقیقت تغذیه خونی قسمت زیادی از لوب پیشانی (فرونتال) از طریق شریان مغزی پیشین انجام می‌شود. دو سرخرگ مغزی پیشین به واسطه سرخرگ ارتباطی پیشین به یکدیگر اتصال می‌یابند. انسداد ناشی از رسوبات در قسمت ابتدایی سرخرگ مغزی پیشین معمولاً به واسطه سرخرگ ارتباطی پیشین جبران می‌گردد.

## نواحی تغذیه
سرخرگ مغزی پیشین در تغذیه قسمت‌های زیر نقش دارد:
- نواحی کورتکس حسی و حرکتی مربوط به اندام تحتانی سمت مقابل که عبارتنداز:[۲]
  - ناحیه حسی اولیه[۶]
  - ناحیه حرکتی اولیه[۷]
  - ناحیه حرکتی مکمل[۸]
- جسم پینه‌ای (کورپوس کالوزوم)
- ناحیه کنترل مثانه در لوب پیشانی
- بازوی جلویی (قدامی) کپسول داخلی (نیمه تحتانی آن) از طریق شریان راجعه هوبنر[۹]
- قسمت عقده‌های قاعده‌ای
- ناحیه پیاز بویایی

## تقسیم‌بندی سرخرگ مغزی پیشین
دو ناحیه سرخرگ مغزی پیشین (ACA) شامل:
- ناحیه پیش از شریان ارتباطی پیشین (ناحیه A1): قسمتی از شریان مغزی پیشین که شریان کاروتید داخلی را به شریان ارتباطی پیشین وصل می‌کند
- ناحیه پس از شریان ارتباطی پیشین (ناحیه A2)

اگر انسداد در قسمت A1 شریان مغزی پیشین ایجاد گردد، به دلیل وجود جریان خون جانبی به واسطه شریان ارتباطی پیشین جبران می‌گردد درحالیکه ضایعه در قسمت انتهایی (A2) قابل تحمل نبوده و باعث بروز علایم در سمت مقابل می‌گردد.
سرخرگ‌هایی که از قسمت A1 منشأ می‌گیرند عبارتنداز:
- سرخرگ ارتباطی پیشین
- سرخرگ‌های خطی داخلی (Medial striate arteries). این سرخرگ‌ها همچنین از شریان مغزی میانی منشعب می‌گردند.
- سرخرگ راجعه هوبنر که بزرگترین سرخرگ خطی داخلی است

## انسداد سرخرگ مغزی پیشین
انسداد یک شریان مغزی باعث کاهش خونرسانی (ایسکمی) نواحی مغزی مربوط به آن شریان می‌گردد. اختلال در خونرسانی به نواحی مغز به علت ایسکمی یا خونریزی از یک رگ مغزی عامل بروز سکته مغزی است. سکته‌های سرخرگ مغزی پیشین برخلاف سکته‌های سرخرگ مغزی میانی نادر است. سکته منطقه مربوط به شریان مغزی قدامی اغلب به دلیل آمبولی ایجاد می‌گردد.
انسداد سرخرگ مغزی پیشین در ناحیه A2 (قسمت‌های انتهایی شریان) منجربه سندرم شریان مغزی پیشین می‌گردد که علایم این سندرم عبارتنداز:
- ضعف یا فلج اندام تحتانی طرف مقابل
- کاهش حس در اندام تحتانی طرف مقابل
- بی‌اختیاری ادرار به علت ازبین رفتن کنترل مثانه
- فقدان حس بویایی (آنوسمی)